# Hans Schliack
Hans Johann Schliack (* 26. Oktober 1919 in Cottbus; † 19. Dezember 2008 in Hannover) war ein deutscher Arzt und Hochschullehrer.

## Leben
Schliack wurde 1919 als Sohn des niedergelassenen Internisten Carl Schliack in Cottbus geboren.
Nach dem Abitur studierte er von 1942 bis 1944 Medizin in Jena. Nach Unterbrechung durch den Militärdienst beendete er 1947 sein Studium in Tübingen, wo er auch mit der Arbeit Über Metastasen in der entgegengesetzten Achselhöhle bei Mammacarcinom in der Pathologie promoviert wurde. Zunächst arbeitete er als Assistent in der Medizinischen Klinik am Städtischen Klinikum Lübeck, bevor er als Assistenzarzt an die Universitätsklinik für Neurologie und Psychiatrie in Bonn wechselte. Nach seiner Facharztausbildung kehrte er als Oberarzt zu Karl Hansen nach Lübeck zurück, bevor er 1957 die Leitung der Neurochirurgisch-Neurologischen Poliklinik am Universitätsklinikum der FU Berlin übernahm. 1959 habilitierte er mit einer Arbeit über die klinischen Syndrome der Spinalnerven. 1969 gelang es Schliack die Abteilung für Neurologie in langen schwierigen Kämpfen von der Neurochirurgisch-Neurologischen Abteilung loszulösen und als eigenständige Abteilung ohne Neurochirurgie oder Psychiatrie im neu gegründeten Universitätsklinikum Steglitz zu etablieren. 1972 übernahm er hier auch den ersten Lehrstuhl für Neurologie in Berlin.
Schliack wechselte 1977 an die Medizinische Hochschule Hannover, wo er den Lehrstuhl für Neurologie bis zu seiner Emeritierung 1985 innehatte.
Am 19. Dezember 2008 verstarb Schliack nach langer Krankheit in Hannover.

## Wirken
Schliack forschte und publizierte insbesondere zum peripheren Nervensystem. So arbeitete er mit dem Anatomen Curt Elze zur Frage der Head-Zonen zusammen. Er begründete die Fachzeitschrift Aktuelle Neurologie und war lange deren Herausgeber.

## Ämter und Ehrungen
- 1978 bis 1979 Präsident der Deutschen Gesellschaft für Neurologie[2]
- 1989 Max-Nonne-Gedenkmünze der Deutschen Gesellschaft für Neurologie[1]

## Schriften
- mit Karl Hansen: Segmentale Innervation. Ihre Bedeutung für Klinik und Praxis, Thieme 1962
- mit Marco Mumenthaler: Läsionen peripherer Nerven. Diagnostik und Therapie, Thieme 1965
- mit Florin Laubenthal: Leitfaden der Neurologie, Thieme 1967
- mit Hans-Christoph Diener: Diagnostik in der Neurologie, Thieme 1988